# Achada Moirão
Achada Moirão es una localidad caboverdiana del municipio de Tarrafal.

## Geografía
La localidad está situada en la isla de Santiago.

## Organización territorial
La localidad abarca los lugares y barrios de:
- Achada Limanipo
- Baixo
- Carreira
- Cutelo
- Gamchemba
- Lém Morreira
- Lontigueiro
- Pé de Monte
- Ponta
- Ponta Baixo
- Portal
- Riba Tcham